# Rainha Yun
Rainha Lady Yun (Coreia: 윤씨 윤씨, hanja: 廢 妃 尹氏, 15 de julho de 1455 - 29 de agosto de 1482), foi uma rainha consorte de Joseon Coréia por casamento com o rei Seongjong . Ela era uma descendente da 11.ª geração do General Yun Gwan (윤관). Ela foi a segunda esposa do rei Seongjong da dinastia Joseon e mãe do rei Yeonsangun. Ela era uma nobre real consorte do rei e se tornou rainha ('Gonghye') depois que seu antecessor morreu.

## Vida
A rainha Yoon, formalmente conhecida como rainha Jeheon, serviu Seongjong de Joseon como uma concubina até a morte da rainha Gonghye de Han, a primeira esposa de Seongjong. Sem herdeiro real, o rei foi instado pelos conselheiros a tomar uma segunda esposa para garantir a sucessão real.
Rainha Yoon foi escolhida por sua beleza, e foi formalmente casada em 1476. Vários meses depois, ela deu à luz seu primeiro filho, Yi Yung, mais tarde se tornando o Rei Yeonsangun de Joseon. A nova rainha provou ser temperamental e altamente ciumenta das concubinas de Seongjong que viviam dentro do palácio, inclinando-se a envenenar uma delas em 1477.
Uma noite, em 1479, ela arranhou o rei, deixando marcas visíveis no rosto dele. O rei Seongjong tentou esconder o ferimento, mas sua mãe, a Grande Rainha Insu, descobriu a verdade e ordenou que Lady Yoon, agora conhecida como a Deposta Rainha Yoon, fosse exilada.
Depois de várias tentativas de reabilitação iniciadas por seu partido, funcionários influentes do governo pediram sua execução. Ela foi condenada à morte e envenenada pouco depois. A maneira e a matéria de sua morte tornaram-se um pretexto de seu filho para purgar a corte e o governo de oponentes e críticos de seu governo.

## Família
- Pai: Yun Ki-Gyeon (윤기견)
  - Avô: Yun Eung (윤응)
  - Avó: Lady Kwon do clã Andong Kwon (안동 권씨)
- Mãe: Lady Shin do clã Goryeong Shin (고령 신씨)
- Marido: Rei Seongjong de Joseon (20 de agosto de 1457 - 20 de janeiro de 1494) (조선 성종)
  - Filho: Príncipe Yi Hyo-Shin (1475) (이효신)
  - Filho: Rei Yeonsangun de Joseon (23 de novembro de 1476 - 20 de novembro de 1506) (조선 연산군)
    - Filha-de-lei: Deposta Rainha Shin do clã Geochang Shin (15 de dezembro de 1476 - 16 de maio de 1537) (폐비 신씨)

  - Filho: filho sem nome

## Representações da mídia
- Retratado por Kim Sung-ryung na série de TV King and Queen de 1998-2000 da KBS.
- Retratado por Lee Joo Hee na série de TV MBC 2003-2004 Dae Jang Geum.
- Retratado por Ku Hye-sun e Park Bo-young na série de TV SBS 2007-2008, The King and I.
- Retratado por Jeon Hye-bin e Jin Ji-hee na série de TV JTBC 2011-2012 Insu, The Queen Mother.
- Retratado por Kim Ji-young no filme de 2015 The Treacherous.
- Retratado por Woo Hee-jin na série de TV 2017 KBS2 Queen for Seven Days.